# Mahāvīra (matematico)
Mahāvīra, o anche Mahaviracharya (ossia "Mahavira il Maestro"), (in lingua sanscrita, महावीर, Mahāvīr; Mysore, IX secolo – ...) è stato un matematico indiano giainista.
Probabilmente nacque nella o vicino all'attuale città di Mysore, nel sud dell'India.
Ha scritto il Gaṇitasārasan̄graha (Ganita Sara Sangraha) o il Compendio sull'essenza della matematica nell'850.
Era patrocinato dal re Rashtrakuta Amoghavarsha. Separò l'astrologia dalla matematica. È il primo testo indiano interamente dedicato alla matematica. Ha esposto le stesse argomentazioni su cui si sono contesi Aryabhata e Brahmagupta, ma li ha espressi in modo più chiaro. Il suo lavoro è un approccio all'algebra altamente sincopato e l'enfasi in gran parte del suo testo è sullo sviluppo delle tecniche necessarie per risolvere dei problemi algebrici. È molto rispettato tra i matematici indiani, a causa della sua definizione di terminologia per concetti come triangolo isoscele ed equilatero, rombo, cerchio e semicerchio. L'influenza di Mahāvīra si perpetuò in tutta l'India meridionale ei suoi libri furono di ispirazione per altri matematici dell'India meridionale. Il suo testo fu tradotto nella lingua telugu da Pavuluri Mallana come Saara Sangraha Ganitamu.
Ha scoperto identità algebriche come a3=a(a+b) (a−b)+b2(a−b)+b3. Ha anche scoperto la formula per n C r as [ n ( n − 1) ( n − 2) ... ( n − r + 1)] / [ r ( r − 1) ( r − 2) ... 2 * 1]. Ha ideato una formula che approssima l'area e i perimetri delle ellissi e ha trovato metodi per calcolare il quadrato di un numero e le radici cubiche di un numero. Ha affermato che la radice quadrata di un numero negativo non esiste.

## Regole per la scomposizione delle frazioni
Il Gaṇita-sāra-saṅgraha di Mahāvīra ha fornito regole sistematiche per esprimere una frazione come somma di frazioni unitarie, che segue il suo utilizzo nella matematica indiana del periodo vedico; e il Śulba Sūtras dà un'approssimazione di √ 2 equivalente a {\displaystyle 1+{\tfrac {1}{3}}+{\tfrac {1}{3\cdot 4}}-{\tfrac {1}{3\cdot 4\cdot 34}}} .
Nel Gaṇita-sāra-saṅgraha (GSS), la seconda sezione del capitolo sull'aritmetica è chiamata kalā-savarṇa-vyavahāra (letteralmente "L'operazione di riduzione delle frazioni"); In questa, la sezione bhāgajāti (dei versetti 55-98) fornisce le regole per quanto segue:
- Per esprimere 1 come la somma di n frazioni unitarie (GSS kalāsavarṇa 75, esempi in 76):

dvidvitryaṃśābhyastāv ādimacaramau phale rūpe»
{\displaystyle 1={\frac {1}{1\cdot 2}}+{\frac {1}{3}}+{\frac {1}{3^{2}}}+\dots +{\frac {1}{3^{n-2}}}+{\frac {1}{{\frac {2}{3}}\cdot 3^{n-1}}}}
- Per esprimere 1 come la somma di un numero dispari di frazioni unitarie (GSS kalāsavarṇa 77):

{\displaystyle 1={\frac {1}{2\cdot 3\cdot 1/2}}+{\frac {1}{3\cdot 4\cdot 1/2}}+\dots +{\frac {1}{(2n-1)\cdot 2n\cdot 1/2}}+{\frac {1}{2n\cdot 1/2}}}
- Per esprimere una frazione unitaria {\displaystyle 1/q} come somma di n altre frazioni con numeratori dati {\displaystyle a_{1},a_{2},\dots ,a_{n}} (GSS kalāsavarṇa 78, esempi in 79):

{\displaystyle {\frac {1}{q}}={\frac {a_{1}}{q(q+a_{1})}}+{\frac {a_{2}}{(q+a_{1})(q+a_{1}+a_{2})}}+\dots +{\frac {a_{n-1}}{(q+a_{1}+\dots +a_{n-2})(q+a_{1}+\dots +a_{n-1})}}+{\frac {a_{n}}{a_{n}(q+a_{1}+\dots +a_{n-1})}}}
- Per esprimere qualsiasi frazione {\displaystyle p/q} come somma di frazioni unitarie (GSS kalāsavarṇa 80, esempi in 81):

Scegli un numero intero i tale che {\displaystyle {\tfrac {q+i}{p}}} è un intero r, quindi scrivi
{\displaystyle {\frac {p}{q}}={\frac {1}{r}}+{\frac {i}{r\cdot q}}}
e ripetere il processo per il secondo termine, in modo ricorsivo. (Nota che se i è sempre scelto come il più piccolo di questo numero intero, questo è identico all'algoritmo greedy per le frazioni egiziane .)
- Per esprimere una frazione unitaria come la somma di altre due frazioni unitarie (GSS kalāsavarṇa 85, esempio in 86):

{\displaystyle {\frac {1}{n}}={\frac {1}{p\cdot n}}+{\frac {1}{\frac {p\cdot n}{n-1}}}} dove {\displaystyle p} deve essere scelto in modo tale {\displaystyle {\frac {p\cdot n}{n-1}}} è un numero intero (per cui {\displaystyle p} deve essere un multiplo di {\displaystyle n-1}).
{\displaystyle {\frac {1}{a\cdot b}}={\frac {1}{a(a+b)}}+{\frac {1}{b(a+b)}}}
- Per esprimere una frazione {\displaystyle p/q} come somma di altre due frazioni con numeratori dati {\displaystyle a} e {\displaystyle b} (GSS kalāsavarṇa 87, esempio in 88):

{\displaystyle {\frac {p}{q}}={\frac {a}{{\frac {ai+b}{p}}\cdot {\frac {q}{i}}}}+{\frac {b}{{\frac {ai+b}{p}}\cdot {\frac {q}{i}}\cdot {i}}}} dove {\displaystyle i} deve essere scelto in modo tale {\displaystyle p} divide {\displaystyle ai+b}
Alcune ulteriori regole furono date nel Gaṇita-kaumudi di Nārāyaṇa nel XIV secolo.